# Áurea
Pour les articles homonymes, voir Aurea.
Áurea est une municipalité brésilienne située dans l'État du Rio Grande do Sul.